# Pavlovac (Vranje)
Pour les articles homonymes, voir Pavlovac.
Pavlovac (en serbe cyrillique : Павловац) est un village de Serbie situé sur le territoire de la ville de Vranje, district de Pčinja. Au recensement de 2011, il comptait 608 habitants.
Pavlovac est également connu sous le nom de Gornji Pavlovac ; à proximité se trouve une autre localité appelée Donji Pavlovac.

## Démographie

### Évolution historique de la population
| 1948 | 1953 | 1961 | 1971 | 1981 | 1991 | 2002 | 2011 |
| ---- | ---- | ---- | ---- | ---- | ---- | ---- | ---- |
| 568  | 640  | 682  | 716  | 771  | 890  | 878  | 608  |

|  |